# Bethanie Matteková-Sandsová

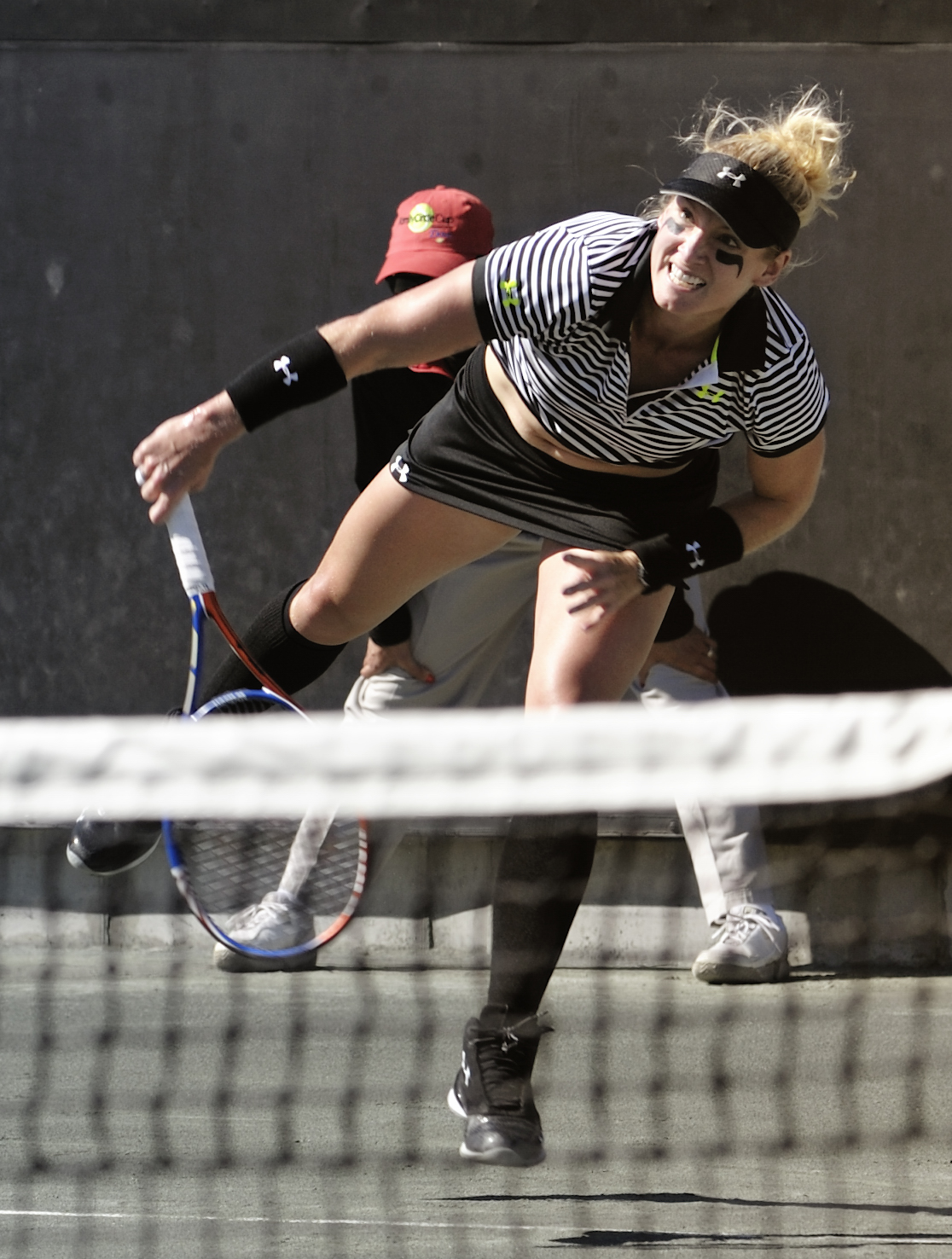
Podání na Family Circle Cupu 2011

Bethanie Lynn Matteková-Sandsová (rozená Matteková, * 23. března 1985 Rochester, Minnesota) je americká profesionální tenistka, olympijská vítězka ze smíšené čtyřhry Riodejaneirské olympiády 2016, do níž nastoupila s Jackem Sockem a od ledna do srpna 2017 světová jednička ve čtyřhře, když na čele klasifikace strávila 32 týdnů. Ve své dosavadní kariéře na okruhu WTA Tour vyhrála třicet deblových turnajů. V rámci okruhu ITF získala pět titulů ve dvouhře a tři ve čtyřhře.
Tenisovou kariéru Američanky přerušilo zranění během červencové dvouhry Wimbledonu 2017, když si v utkání proti Cîrsteaové přivodila akutní luxaci pately a přetržení čéškového vazu v pravém kolenu, s nutností operačního výkonu. Na londýnském grandslamu se Šafářovou usilovaly o zkompletování nekalendářního Grand Slamu, tj. zisku čtvrtého grandslamového titulu v řadě během dvou sezón, neformálně označovaného podle přezdívky páru jako „Bucie Slam“. Během téhož měsíce podstoupila v New Yorku operaci s předpokladem až ročního výpadku mimo tenisové dvorce.
Na žebříčku WTA byla ve dvouhře nejvýše klasifikována v červenci 2011 na 30. místě a ve čtyřhře pak v lednu 2017 na 1. místě. Trénuje ji Jared Jacobs. Dříve tuto roli plnil Adam Altschuler.
Na nejvyšší grandslamové úrovni vyhrála smíšenou čtyřhru Australian Open 2012 po boku Rumuna Horii Tecăua. Na French Open 2015 ovládla s krajanem Mikem Bryanem smíšenou soutěž po výhře nad dvojicí Lucie Hradecká a Marcin Matkowski. Třetí a čtvrtou mixovou trofej přidala s Britem Jamiem Murraym na US Open 2018 a 2019.
V ženské grandslamové čtyřhře vybojovala pět titulů s Češkou Lucií Šafářovou. Na Australian Open 2015 porazily ve finále tchajwansko-čínský pár Čan Jung-žan a Čeng Ťie. V závěrečném utkání French Open 2015 přehrály australsko-kazašský dvojici Casey Dellacquová a Jaroslava Švedovová a staly se sedmým párem otevřené éry, který ovládl oba úvodní majory v jediné sezóně. Pařížský titul oběma spoluhráčkám zajistil premiérový průnik do první světové desítky čtyřhry. Následně triumfovaly na US Open 2016 a podruhé také na navazujících majorech Australian Open 2017 i French Open 2017.
V americkém týmu Billie Jean Kingu debutovala v roce 2009 semifinálem Světové skupiny proti České republice, v němž prohrála dvouhry s Kvitovou a Šafářovou a v páru s Liezel Huberovou vyhrála čtyřhru. Američanky postoupily do finále vítězstvím 3:2 na zápasy. Do listopadu 2024 v soutěži nastoupila k jedenácti mezistátním utkáním s bilancí 2–6 ve dvouhře a 8–1 ve čtyřhře.

## Tenisová kariéra

### Vítězka Hopmanova poháru 2011
Spojené státy americké reprezentovala na Hopmanově poháru. V roce 2011 vyhrála s Johnem Isnerem základní skupinu, když porazila Francouzku Kristinu Mladenovicovou, Italku Francescu Schiavoneovou i Britku Lauru Robsonovou. Přestože ve finále podlehla Justine Heninové, Američané dokázali zvítězit v rozhodujícím mixu a Belgii porazili 2:1 na zápasy.
V roli obhájkyně titulu přijížděla na Hopman Cup 2012 po boku Mardyho Fishe. V základní fázi ji však porazily světová jednička Caroline Wozniacká i světová dvojka Petra Kvitová a přestože zvládla utkání s Bulharkou Cvetanou Pironkovovou, obsadili Američané poslední čtvrté místo.

### Olympijská vítězka z Ria de Janeira
Spojené státy americké reprezentovala na Letních olympijských hrách 2016 v Riu de Janeiru, kde v ženské čtyřhře vytvořila dvojici s Coco Vandewegheovou. Soutěž opustily ve druhém kole od švýcarských nasazených pětek a pozdějších stříbrných medailistek Timey Bacsinszké a Martiny Hingisové. Zlatou medaili vybojovala ve smíšené čtyřhře, když po boku Jacka Socka v ryze americkém finále zdolali dvojici startující na divokou kartu, Venus Williamsová a Rajeev Ram až v supertiebreaku.

### Profesionální kariéra
První utkání na okruhu WTA Tour odehrála na filadelfském Advanta Championships of Philadelphia 1999, kam obdržela divokou kartu do kvalifikace. V jejím úvodním kole podlehla Japonce Naně Mijagiové. Zápas představoval jediný duel v této úrovni během celé sezóny. Premiérovou účastí na grandslamu se stalo US Open 2000. V prvním kole kvalifikace, kde hrála na divokou kartu, nestačila na Giselu Riverovou.
Semifinále dvouhry si zahrála na Cincinnati Masters 2005, v němž ji zdolala nasazená jednička a pozdější vítězka Patty Schnyderová. Mezi poslední čtveřici hráček prošla také na travnatém DFS Classic 2008 v Birminghamu, kde byla nad její síly belgická tenistka Yanin
Z finále pak odešla poražena na Bell Challenge 2008 a 2010, když v prvním případě podlehla Rusce Naděždě Petrovové a ve druhém rakouské hráčce Tamiře Paszekové. V obou případech se jednalo o třísetové zápasy. V přímém boji o titul neuspěla ani na Moorilla Hobart International 2011, kde ji přehrála Australanka Jarmila Grothová. Počtvrté na turnajovou trofej nedosáhla ani ve finále Malaysian Open 2013, kde startovala na divokou kartu. Porážku utržila od české tenistky Karolíny Plíškové.
Grandslamový titul vybojovala ve smíšené čtyřhře Australian Open 2012. Spolu s Rumunem Horiou Tecăuem zdolali v rozhodujícím klání favorizovaný rusko-indický pár Jelena Vesninová a Leander Paes až v supertiebreaku. Z finále čtyřhry turnaje Premier Mandatory – Indian Wells Masters 2011, odešla poražena po boku krajanky Meghann Shaughnessyové poté, co skončily na raketách Vesninové a Sanii Mirzaové.

#### 34. světová jednička ve čtyřhře v roce 2017

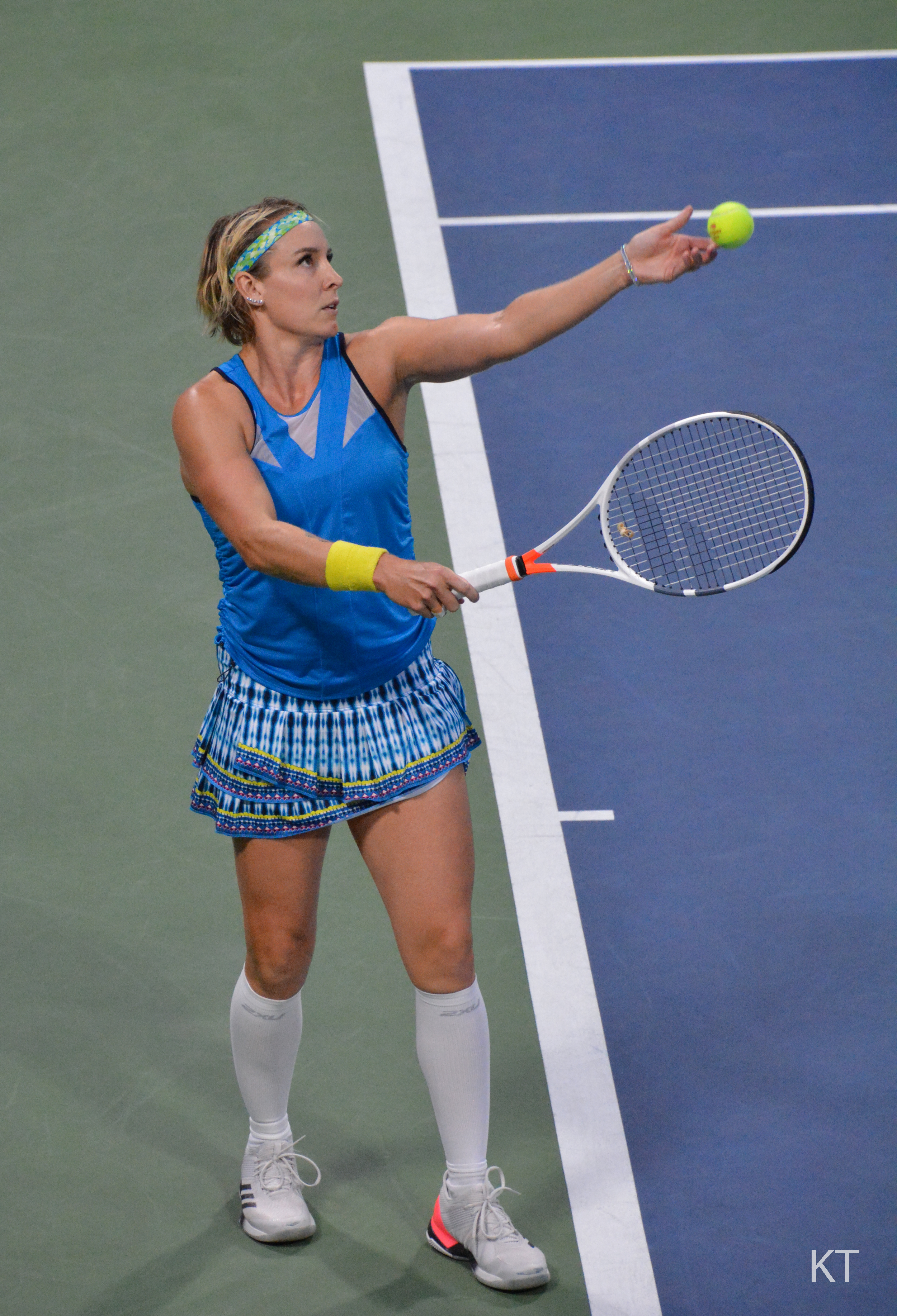
Podání na US Open 2018

Na pozici světové jedničky v ženské čtyřhře žebříčku WTA mohla již usednout během říjnového Turnaje mistryň 2016, když ji od posunu do čela dělila jediná výhra. Ve finále však po boku stabilní spoluhráčky Lucie Šafářové podlehly ruské dvojici Jekatěrina Makarovová a Jelena Vesninová. Rusky ukončily jejich šňůru 18zápasové neporazitelnosti. Sezónu tak zakončila na 5.příčce.
Na úvodní události sezóny, australském Brisbane International 2017 z kategorie Premier, vytvořila pár s úřadující světovou jedničkou Saniou Mirzaovou z Indie, která titul obhajovala a nemohla si tak přičíst žádné body navíc. V roli nejvýše nasazených došly do finále, v němž zdolaly turnajové dvojky Makarovovou s Vesninovou po dvousetovém průběhu a získaly sedmou společnou trofej. Bodový zisk Mattekovou-Sandsovou katapultoval o čtyři místa výše. Ve vydání deblového žebříčku z 9. ledna 2017 se stala historicky 34. ženou v čele klasifikace a 10. ze Spojených států. K pozici nastupující „královny dámské čtyřhry“ na dvorci poznamenala: „Cítím se, jako bych přebírala korunu pro Miss World.
V roli světové jedničky se Šafářovou podruhé vyhrály Australian Open 2017 po finálovém vítězství nad česko-čínskými turnajovými dvanáctkami Andreou Hlaváčkovou a Pcheng Šuaj ve třech setech. Pro Američanku se jednalo dvacáté čtvrté turnajový titul z deblu.. Shodně jako o dvě sezóny dříve získaly i trofej z pařížské antuky na French Open 2017. V závěrečném duelu porazily australskou dvojici Ashleigh Bartyová a Casey Dellacquová po hladkém dvousetovém průběhu. Společně tak vybojovaly jedenáctý titul ze čtyřhry okruhu WTA Tour a pátý grandslamový. Do Wimbledonu 2017 přijely s úmyslem zkompletovat nekalendářní Grand Slamu, tj. čtvrtý grandslamový titul v řadě během dvou sezón, neformálně označovaný jako „Bucie Slam“ (podle přezdívky páru). Z turnaje však odstoupily před druhým kolem pro akutní luxaci pately a přetržení čéškového vazu pravého kolene Mattekové-Sandsové, s nutností operačního zákroku. Tenistka si zranění přivodila na začátku třetího setu druhého kola v singlové soutěži proti Rumunce Soraně Cîrsteaové.

#### Návrat po zranění 2019
Pro delší rekonvalescenci po operaci kolena nenastoupila s Lucií Šafářovou do plánovaných čtyřher v Praze a Paříži, kde Češka ukončila kariéru. Na okruh se vrátila jako 674. hráčka žebříčku v závěru července na Silicon Valley Classic v San José, kde na úvod porazila světovou padesátku Venus Williamsovou ve třech setech. Jednalo se o její první vyhraný zápas ve dvouhře od French Open 2018, respektive na tvrdém povrchu od Miami Open 2017.

## Styl oblékání

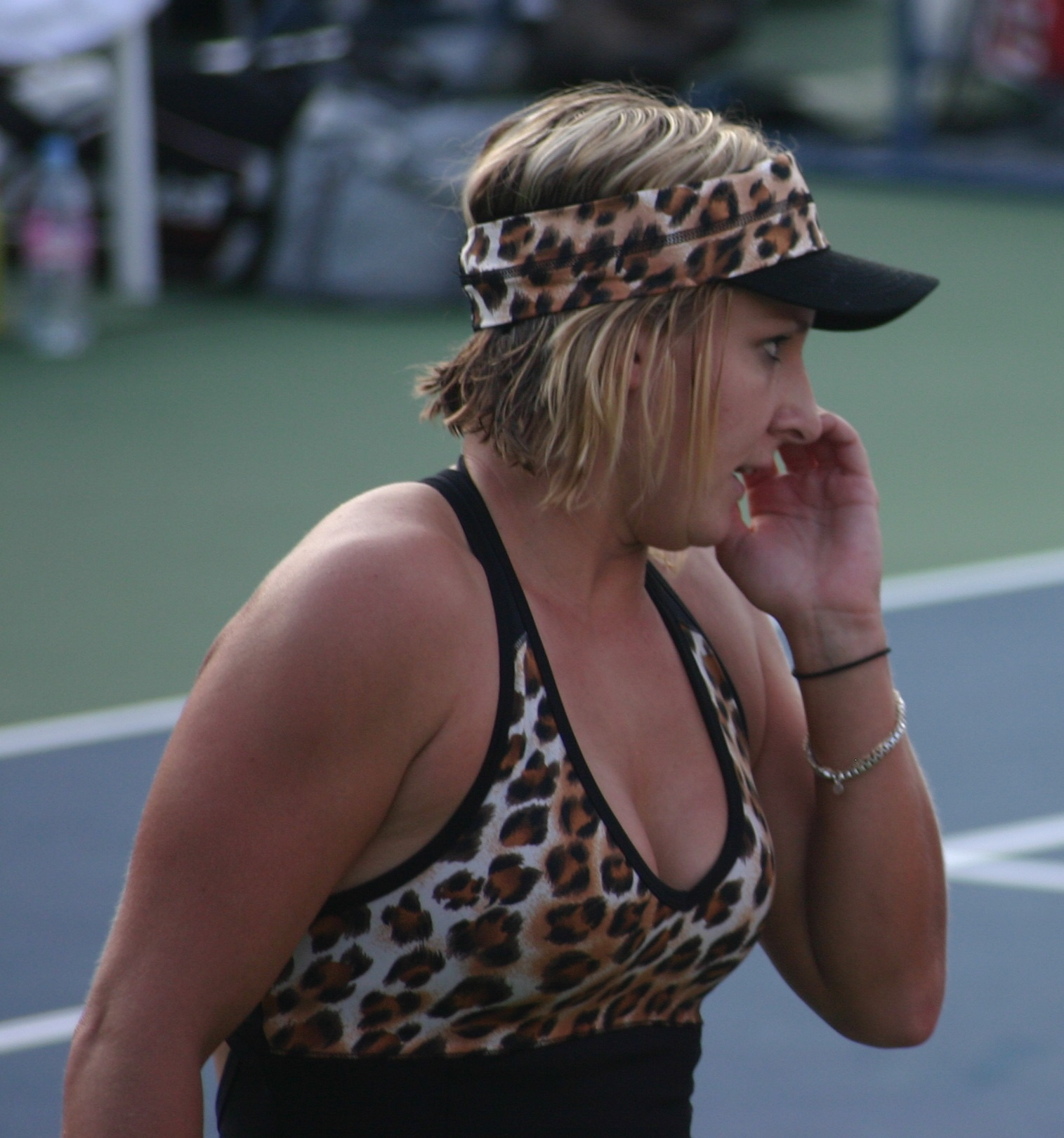
Leopardí top na US Open 2007

Výraznou publicitu jí zajistil excentrický styl oblékání během zápasů. Média začala hráčku přezdívat „Lady Gaga tenisového světa“.
Výstředními vzory oblečení se mimo jiné staly kraťasy, horní díl trika a čepice s leopardím vzorem na US Open 2004 a US Open 2007, kostkový kovbojský klobouk na US Open 2005, nebo fotbalový motiv se štulpnami za 10 liber, náušnicemi v lustrovém stylu, vyztužený horní díl úboru přecházející do těsného nátělníku, malých šortek a čelenky ve Wimbledonu 2006. Na carsonském JPMorgan Chase Open 2006 zvolila natažené růžové podkolenky.
Během londýnské party před Wimbledonem 2011 měla oblečen zeleně fluoreskující model od návrháře Alexe Nobleho, jenž zahrnoval tenisové míče a klobouk ve stylu mohykána.

## Soukromý život
Ve floridském Naples se 29. listopadu 2008 vdala za manažera pojišťovny Justina Sandse a začala používat dvojité příjmení Mattek-Sands. žijí s boerboelem v arizonské metropoli Phoenixu.

## Hráčské statistiky

### Finále na Grand Slamu

#### Ženská čtyřhra: 6 (5–1)
| Stav       | rok  | turnaj          | povrch | spoluhráčka    | soupeřky ve finále                        | výsledek           |
| ---------- | ---- | --------------- | ------ | -------------- | ----------------------------------------- | ------------------ |
| Vítězka    | 2015 | Australian Open | tvrdý  | Lucie Šafářová | Čan Jung-žan Čeng Ťie                     | 6–4, 7–6(7–5)      |
| Vítězka    | 2015 | French Open     | antuka | Lucie Šafářová | Casey Dellacquová Jaroslava Švedovová     | 3–6, 6–4, 6–2      |
| Vítězka    | 2016 | US Open         | antuka | Lucie Šafářová | Caroline Garciaová Kristina Mladenovicová | 2–6, 7–6(7–5), 6–4 |
| Vítězka    | 2017 | Australian Open | tvrdý  | Lucie Šafářová | Andrea Hlaváčková Pcheng Šuaj             | 6–7(4–7), 6–3, 6–3 |
| Vítězka    | 2017 | French Open     | antuka | Lucie Šafářová | Casey Dellacquová Ashleigh Bartyová       | 6–2, 6–1           |
| Finalistka | 2021 | French Open     | antuka | Iga Świąteková | Barbora Krejčíková Kateřina Siniaková     | 4–6, 2–6           |

#### Smíšená čtyřhra: 6 (4–2)
| Stav       | rok  | turnaj          | povrch | spoluhráč    | soupeři ve finále                | výsledek         |
| ---------- | ---- | --------------- | ------ | ------------ | -------------------------------- | ---------------- |
| Vítězka    | 2012 | Australian Open | tvrdý  | Horia Tecău  | Jelena Vesninová Leander Paes    | 6–3, 5–7, [10–3] |
| Vítězka    | 2015 | French Open     | antuka | Mike Bryan   | Lucie Hradecká Marcin Matkowski  | 7–6(7–3), 6–1    |
| Finalistka | 2015 | US Open         | tvrdý  | Sam Querrey  | Martina Hingisová Leander Paes   | 4–6, 6–3, [7–10] |
| Vítězka    | 2018 | US Open         | tvrdý  | Jamie Murray | Alicja Rosolská Nikola Mektić    | 2–6, 6–3, [11–9] |
| Vítězka    | 2019 | US Open (2)     | tvrdý  | Jamie Murray | Čan Chao-čching Michael Venus    | 6–2, 6–3         |
| Finalistka | 2020 | Australian Open | tvrdý  | Jamie Murray | Barbora Krejčíková Nikola Mektić | 7–5, 4–6, [1–10] |

### Finále Turnaje mistryň

#### Čtyřhra: 1 (0–1)
| Stav       | rok  | místo    | povrch    | spoluhráčka    | soupeřky ve finále                     | výsledek      |
| ---------- | ---- | -------- | --------- | -------------- | -------------------------------------- | ------------- |
| Finalistka | 2016 | Singapur | tvrdý (h) | Lucie Šafářová | Jekatěrina Makarovová Jelena Vesninová | 6–7(5–7), 3–6 |

### Zápasy o olympijské medaile

#### Smíšená čtyřhra: 1 (1–0)
| Medaile | datum          | turnaj                   | povrch | spoluhráč | soupeři ve finále            | výsledek              |
| ------- | -------------- | ------------------------ | ------ | --------- | ---------------------------- | --------------------- |
| Zlato   | 14. srpna 2016 | Rio de Janeiro, Brazílie | tvrdý  | Jack Sock | Venus Williamsová Rajeev Ram | 6–7(3–7), 6–1, [10–7] |

## Finále na okruhu WTA Tour
| Legenda                                          |
| ------------------------------------------------ |
| D – dvouhra; Č – čtyřhra                         |
| Grand Slam (5–1 Č)                               |
| Turnaj mistryň (0–1 Č)                           |
| Premier Mandatory & Premier 5 / WTA 1000 (7–1 Č) |
| Premier / WTA 500 (13–8 Č)                       |
| International / WTA 250 (0–4 D; 5–8 Č)           |

### Dvouhra: 4 (0–4)
| Stav       | č. | datum             | turnaj                 | kategorie     | povrch      | soupeřka ve finále | výsledek           |
| ---------- | -- | ----------------- | ---------------------- | ------------- | ----------- | ------------------ | ------------------ |
| Finalistka | 1. | 2. listopadu 2008 | Quebec, Kanada         | Tier III      | koberec (h) | Naděžda Petrovová  | 6–4, 4–6, 1–6      |
| Finalistka | 2. | 19. září 2010     | Quebec, Kanada         | International | koberec (h) | Tamira Paszeková   | 6–7(6–8), 6–2, 5–7 |
| Finalistka | 3. | 15. ledna 2011    | Hobart, Austrálie      | International | tvrdý       | Jarmila Gajdošová  | 4–6, 3–6           |
| Finalistka | 4. | 3. března 2013    | Kuala Lumpur, Malajsie | International | tvrdý       | Karolína Plíšková  | 6–1, 5–7, 3–6      |

### Čtyřhra: 49 (30–19)
| Stav       | č.  | datum             | turnaj                                    | kategorie         | povrch      | spoluhráč                  | soupeřky ve finále                         | výsledek              |
| ---------- | --- | ----------------- | ----------------------------------------- | ----------------- | ----------- | -------------------------- | ------------------------------------------ | --------------------- |
| Vítězka    | 1.  | 15. dubna 2004    | Vancouver, Kanada                         | Tier V            | tvrdý       | Abigail Spearsová          | Els Callensová Anna-Lena Grönefeldová      | 6–3, 6–3              |
| Finalistka | 1.  | 14. srpna 2005    | Los Angeles, Spojené státy                | Tier II           | tvrdý       | Angela Haynesová           | Jelena Dementěvová Flavia Pennettaová      | 2–6, 4–6              |
| Finalistka | 2.  | 14. května 2006   | Praha, Česko                              | Tier IV           | antuka      | Ashley Harkleroadová       | Marion Bartoliová Šachar Pe'erová          | 4–6, 4–6              |
| Finalistka | 3.  | 21. května 2006   | Rabat, Maroko                             | Tier IV           | antuka      | Ashley Harkleroadová       | Jen C’ Čeng Ťie                            | 1–6, 3–6              |
| Vítězka    | 2.  | 22. července 2007 | Cincinnati, Spojené státy                 | Tier III          | tvrdý       | Sania Mirzaová             | Alina Židkovová Taťána Pučeková            | 7–6(7–4), 7–5         |
| Vítězka    | 3.  | 23. února 2008    | Bogotá, Kolumbie                          | Tier III          | antuka      | Iveta Benešová             | Jelena Kostanić Tošićová Martina Müllerová | 6–3, 6–3              |
| Vítězka    | 4.  | 13. dubna 2008    | Amelia Island, Spojené státy              | Tier II           | antuka      | Vladimíra Uhlířová         | Viktoria Azarenková Jelena Vesninová       | 6–3, 6–1              |
| Vítězka    | 5.  | 19. dubna 2009    | Charleston, Spojené státy                 | Premier           | antuka (z)  | Naděžda Petrovová          | Līga Dekmeijereová Patty Schnyderová       | 6–7(5–7), 6–2, [11–9] |
| Vítězka    | 6.  | 3. května 2009    | Stuttgart, Německo                        | Premier           | antuka (h)  | Naděžda Petrovová          | Gisela Dulková Flavia Pennettaová          | 5–7, 6–3, [10–7]      |
| Vítězka    | 7.  | 23. května 2009   | Varšava, Polsko                           | Premier           | antuka      | Raquel Kopsová-Jonesová    | Jen C’ Čeng Ťie                            | 6–1, 6–1              |
| Finalistka | 4.  | 21. února 2010    | Memphis, Spojené státy                    | International     | tvrdý (h)   | Meghann Shaughnessyová     | Michaëlla Krajiceková Vania Kingová        | 5–7, 2–6              |
| Vítězka    | 8.  | 11. dubna 2010    | Ponte Vedra, Spojené státy                | International     | antuka      | Jen C’                     | Čuang Ťia-žung Pcheng Šuaj                 | 4–6, 6–4, [10–8]      |
| Finalistka | 5.  | 13. června 2010   | Birmingham, Spojené království            | International     | tráva       | Liezel Huberová            | Cara Blacková Lisa Raymondová              | 3–6, 2–3 ret          |
| Finalistka | 6.  | 8. srpna 2010     | New Haven, Spojené státy                  | Premier           | tvrdý       | Meghann Shaughnessyová     | Květa Peschkeová Katarina Srebotniková     | 5–7, 0–6              |
| Finalistka | 7.  | 19. září 2010     | Quebec, Kanada                            | International     | koberec (h) | Barbora Záhlavová-Strýcová | Sofia Arvidssonová Johanna Larssonová      | 1–6, 6–2, [6–10]      |
| Vítězka    | 9.  | 13. února 2011    | Paříž Francie                             | Premier           | tvrdý (h)   | Meghann Shaughnessyová     | Věra Duševinová Jekatěrina Makarovová      | 6–4, 6–2              |
| Finalistka | 8.  | 19. března 2011   | Indian Wells, Spojené státy               | Premier Mandatory | tvrdý       | Meghann Shaughnessyová     | Jelena Vesninová Sania Mirzaová            | 0–6, 5–7              |
| Finalistka | 9.  | 10. dubna 2011    | Charleston, Spojené státy                 | Premier           | antuka (z)  | Meghann Shaughnessyová     | Sania Mirzaová Jelena Vesninová            | 4–6, 4–6              |
| Vítězka    | 10. | 26. května 2012   | Brusel, Belgie                            | Premier           | antuka      | Sania Mirzaová             | Alicja Rosolská Čeng Ťie                   | 6–3, 6–2              |
| Vítězka    | 11. | 5. ledna 2013     | Brisbane, Austrálie                       | Premier           | tvrdý       | Sania Mirzaová             | Anna-Lena Grönefeldová Květa Peschkeová    | 4–6, 6–4, [10–7]      |
| Vítězka    | 12. | 23. února 2013    | Dubaj, Spojené arabské emiráty            | Premier           | tvrdý       | Sania Mirzaová             | Naděžda Petrovová Katarina Srebotniková    | 6–4, 2–6, [10–7]      |
| Finalistka | 10. | 28. dubna 2013    | Stuttgart, Německo                        | Premier           | antuka (h)  | Sania Mirzaová             | Mona Barthelová Sabine Lisická             | 4–6, 5–7              |
| Vítězka    | 13. | 16. ledna 2015    | Sydney, Austrálie                         | Premier           | tvrdý       | Sania Mirzaová             | Abigail Spearsová Raquel Kops-Jones        | 6-3, 6-3              |
| Vítězka    | 14. | 30. ledna 2015    | Australian Open, Melbourne, Austrálie     | Grand Slam        | tvrdý       | Lucie Šafářová             | Čan Jung-žan Čeng Ťie                      | 6–4, 7–6(7–5)         |
| Vítězka    | 15. | 26. dubna 2015    | Stuttgart, Německo                        | Premier           | antuka (h)  | Lucie Šafářová             | Caroline Garciaová Katarina Srebotniková   | 6–4, 6–3              |
| Vítězka    | 16. | 7. června 2015    | French Open, Paříž, Francie               | Grand Slam        | antuka      | Lucie Šafářová             | Casey Dellacquová Jaroslava Švedovová      | 3–6, 6–4, 6–2         |
| Vítězka    | 17. | 16. srpna 2015    | Toronto, Kanada                           | Premier 5         | tvrdý       | Lucie Šafářová             | Caroline Garciaová Katarina Srebotniková   | 6–1, 6–2              |
| Vítězka    | 18. | 19. března 2016   | Indian Wells, Spojené státy               | Premier Mandatory | tvrdý       | Coco Vandewegheová         | Julia Görgesová Karolína Plíšková          | 4–6, 6–4, [10–6]      |
| Vítězka    | 19. | 3. dubna 2016     | Miami, Spojené státy                      | Premier Mandatory | tvrdý       | Lucie Šafářová             | Tímea Babosová Jaroslava Švedovová         | 6–3, 6–4              |
| Finalistka | 11. | 10. dubna 2016    | Charleston, Spojené státy                 | Premier           | antuka (z)  | Lucie Šafářová             | Caroline Garciaová Kristina Mladenovicová  | 2–6, 5–7              |
| Vítězka    | 20. | 11. září 2016     | US Open, New York, Spojené státy          | Grand Slam        | tvrdý       | Lucie Šafářová             | Caroline Garciaová Kristina Mladenovicová  | 2–6, 7–6(7–5), 6–4    |
| Vítězka    | 21. | 1. října 2016     | Wu-chan, Čína                             | Premier 5         | tvrdý       | Lucie Šafářová             | Sania Mirzaová Barbora Strýcová            | 6–1, 6–4              |
| Vítězka    | 22. | 9. října 2016     | Peking, Čína                              | Premier Mandatory | tvrdý       | Lucie Šafářová             | Caroline Garciaová Kristina Mladenovicová  | 6–4, 6–4              |
| Finalistka | 12. | 30. října 2016    | Turnaji mistryň, Singapur                 | Turnaj mistryň    | tvrdý (h)   | Lucie Šafářová             | Jekatěrina Makarovová Jelena Vesninová     | 6–7(5–7), 3–6         |
| Vítězka    | 23. | 7. ledna 2017     | Brisbane, Austrálie (2)                   | Premier           | tvrdý       | Sania Mirzaová             | Jekatěrina Makarovová Jelena Vesninová     | 6–2, 6–3              |
| Vítězka    | 24. | 27. ledna 2017    | Australian Open, Melbourne, Austrálie (2) | Grand Slam        | tvrdý       | Lucie Šafářová             | Andrea Hlaváčková Pcheng Šuaj              | 6–7(4–7), 6–3, 6–3    |
| Vítězka    | 25. | 9. dubna 2017     | Charleston, Spojené státy                 | Premier           | antuka (z)  | Lucie Šafářová             | Lucie Hradecká Kateřina Siniaková          | 6–1, 4–6, [10–7]      |
| Vítězka    | 26. | 11. června 2017   | French Open, Paříž, Francie (2)           | Grand Slam        | antuka      | Lucie Šafářová             | Casey Dellacquová Ashleigh Bartyová        | 6–2, 6–1              |
| Finalistka | 13. | 29. června 2019   | Eastbourne, Spojené království            | Premier           | tráva       | Kirsten Flipkensová        | Čan Chao-čching Latisha Chan               | 6–2, 3–6, [6–10]      |
| Vítězka    | 27. | 6. října 2019     | Peking, Čína                              | Premier Mandatory | tvrdý       | Sofia Keninová             | Jeļena Ostapenková Dajana Jastremská       | 6–3, 6–7(5–7), [10–7] |
| Finalistka | 14. | 20. října 2019    | Moskva, Rusko                             | Premier           | tvrdý (h)   | Kirsten Flipkensová        | Šúko Aojamová Ena Šibaharaová              | 1–6, 2–6              |
| Finalistka | 15. | 25. dubna 2021    | Stuttgart, Německo                        | WTA 500           | antuka (h)  | Desirae Krawczyková        | Ashleigh Bartyová Jennifer Bradyová        | 4–6, 7–5, [5–10]      |
| Finalistka | 16. | 13. června 2021   | French Open, Paříž, Francie               | Grand Slam        | antuka      | Iga Świąteková             | Barbora Krejčíková Kateřina Siniaková      | 4–6, 2–6              |
| Finalistka | 17. | 8. ledna 2023     | Auckland, Nový Zéland                     | WTA 250           | tvrdý       | Leylah Fernandezová        | Miju Katová Aldila Sutjiadiová             | 6–1, 5–7, [4–10]      |
| Vítězka    | 28. | 15. října 2023    | Soul, Jižní Korea                         | WTA 250           | tvrdý       | Marie Bouzková             | Luksika Kumkhumová Peangtarn Plipuečová    | 6–2, 6–1              |
| Finalistka | 18. | 7. ledna 2024     | Auckland, Nový Zéland                     | WTA 250           | tvrdý       | Marie Bouzková             | Anna Danilinová Viktória Hrunčáková        | 3–6, 7–6(7–5), [8–10] |
| Vítězka    | 29. | 11. února 2024    | Abú Zabí, Spojené arabské emiráty         | WTA 500           | tvrdý       | Sofia Keninová             | Linda Nosková Heather Watsonová            | 6–4, 7–6(7–4)         |
| Vítězka    | 30. | 31. března 2024   | Miami, Spojené státy (2)                  | WTA 1000          | tvrdý       | Sofia Keninová             | Gabriela Dabrowská Erin Routliffeová       | 4–6, 7–6(7–5), [11–9] |
| Finalistka | 19. | 26. července 2024 | Praha, Česko (2)                          | WTA 250           | antuka      | Lucie Šafářová             | Barbora Krejčíková Kateřina Siniaková      | 3–6, 3–6              |

## Tituly na okruhu ITF

### Dvouhra (5 titulů)
| č. | datum             | turnaj                              | povrch | soupeřka ve finále | výsledek      |
| -- | ----------------- | ----------------------------------- | ------ | ------------------ | ------------- |
| 1. | 26. ledna 2003    | Fullerton, Spojené státy            | tvrdý  | Seda Noorlanderová | 6–4, 3–6, 6–4 |
| 2. | 25. července 2004 | Schenectady, Spojené státy          | tvrdý  | Maureen Drakeová   | 6–3, 6–1      |
| 3. | 4. prosince 2005  | Palm Beach Gardens, Spojené státy   | antuka | Melinda Czinková   | 4–6, 6–4, 6–4 |
| 4. | 12. května 2007   | Indian Harbour Beach, Spojené státy | antuka | Olga Govorcovová   | 7–5, 1–6, 6–1 |
| 5. | 27. dubna 2008    | Dothan, Spojené státy               | antuka | Varvara Lepčenková | 6–2, 7–6      |

### Čtyřhra (3 tituly)
| č. | datum           | turnaj                         | povrch | spoluhráč         | soupeřky ve finále                        | výsledek      |
| -- | --------------- | ------------------------------ | ------ | ----------------- | ----------------------------------------- | ------------- |
| 1. | 26. ledna 2003  | Fullerton, Spojené státy       | tvrdý  | Shenay Perryová   | Elizabeth Schmidtová Anousjka van Exeovál | 6–3, 6–2      |
| 2. | 18. května 2003 | Charlottesville, Spojené státy | antuka | Lilia Osterlohová | Julie Dittyová Christina Wheelerová       | 7–5, 6–1      |
| 3. | 5. října 2003   | Troy, Spojené státy            | tvrdý  | Shenay Perryová   | Lindsay Leeová-Watersová Petra Rampreová  | 6–2, 2–6, 6–4 |

## Postavení na konečném žebříčku WTA

### Dvouhra
| Rok    | 2001 | 2002   | 2003   | 2004   | 2005   | 2006   | 2007   | 2008  | 2009   | 2010  | 2011  | 2012   | 2013  | 2014   | 2015  | 2016   | 2017   | 2018   | 2019   | 2020   | 2021   | 2022 | 2023  |
| Pořadí | 336. | ▲ 270. | ▲ 135. | ▼ 166. | ▼ 171. | ▲ 104. | ▼ 112. | ▲ 39. | ▼ 152. | ▲ 59. | ▲ 55. | ▼ 173. | ▲ 47. | ▼ 175. | ▲ 61. | ▼ 175. | ▲ 121. | ▼ 370. | ▲ 333. | ▼ 337. | ▼ 367. | —    | 1174. |

### Čtyřhra
| Rok    | 2001 | 2002   | 2003   | 2004   | 2005   | 2006  | 2007  | 2008  | 2009  | 2010  | 2011  | 2012  | 2013  | 2014   | 2015 | 2016 | 2017 | 2018  | 2019   | 2020  | 2021  | 2022 | 2023 |
| Pořadí | 529. | ▼ 533. | ▲ 106. | ▬ 106. | ▼ 120. | ▲ 47. | ▲ 36. | ▲ 26. | ▲ 17. | ▬ 17. | ▬ 17. | ▼ 35. | ▼ 36. | ▼ 268. | ▲ 3. | ▼ 5. | ▼ 8. | ▼ 65. | ▼ 398. | ▲ 20. | ▲ 15. | —    | 51.  |